# شپش زبان‌خوار
شپش زبان‌خوار (نام علمی: Cymothoa exigua) یک گونه از سرده سیموثوا است. این انگل از راه آب‌شش‌ها وارد ماهی می‌شود و خود را به زبان ماهی می‌چسباند. سپس رگ‌های زبان را قطع می‌کند. در نتیجه زبان ماهی می‌افتد. سپس این بندپا خود را به ریشهٔ زبان می‌چسباند و زبان جدید ماهی می‌شود.انگل ماده به زبان می‌چسبد و انگل نر به کمان‌های آبشش، زیر و پشت انگل ماده. ماده‌ها ۸ تا ۲۹ میلی‌متر درازا و ۴ الی ۱۴ میلیمتر، در پهن‌ترین قسمت بدن، پهنا دارند. نرها ۷٫۵ الی ۱۵ درازا و ۳ تا ۷ میلی‌متر پهنا دارند.این انگل از طریق چنگال‌های پیشین خود خون زبان ماهی را می‌مکد و باعث آتروفی زبان می‌شود. سپس با چسبیدن به عضله‌های پایه زبان، جایگزین زبان ماهی می‌شود. ماهی قادر است از انگل مثل زبان خودش استفاده ببرد. بنظر می‌رسد انگل آسیب بیشتری به ماهی میزبان نمی‌زند. البته گزارش شده اگر یک ماهی با دو انگل یا بیشتر آلوده شود، وزنش از حد معمول کمتر خواهد بود.پس از آنکه انگل جایگزین زبان شد، بعضی از انگل‌ها از خون میزبان و بعضی دیگر از مخاط دهان ماهی تغذیه می‌کنند. این تنها مورد شناخته شده از مواردی است که انگل به صورت کارکردی جایگزین یک عضو میزبان می‌شود.وقتی که ماهی میزبان بمیرد، انگل پس از گذشت زمانی، خودش را از ته زبان جدا نموده و حفره دهان ماهی را ترک می‌کند و از بیرون به سر یا بدن ماهی می‌چسبد. دقیقاً دانسته نیست که از آن پس، در حیات وحش، چه اتفاقی برای انگل می‌افتد.